# Alisa Asitasjvili
Alisa Asitasjvili (Georgisch: ალისა ასიტაშვილი Russisch: Алиса Аситашвили) (Tbilisi, 14 april 1932 - Tbilisi, 8 augustus 2015) is een voormalig basketbalspeler, die speelde voor de Sovjet-Unie op het Europees Kampioenschap.

## Carrière
Asitasjvili begon haar loopbaan in bij GPI Tbilisi van 1946 tot 1950. In 1950 verhuisde ze naar Boerevestnik Tbilisi, waar ze tot 1960 zou spelen. In 1960 stopte ze met basketbal.
Met het Nationale team van de Sovjet-Unie, won Asitasjvili goud op het Europees Kampioenschap in 1954 en 1956.

## Erelijst
- Europees Kampioenschap: 2
  - Goud: 1954, 1956